# Alte Kollau
Die Alte Kollau ist ein Nebenfluss der Kollau in Hamburg-Lokstedt. Der Bach ist aufgrund der Bepflanzung, mangelnder Wege und einem Zugangsverbot der Wasserbehörde nicht begehbar, die Quelle und die Mündung jedoch einsehbar.
Sie ist ein ehemaliges Teilstück der Kollau, wie auf Karten aus dem 19. Jahrhundert erkennbar ist. Die Geelebek, ihr einziger Zufluss, mündete somit direkt in die Kollau.

## Verlauf
Die Alte Kollau entspringt östlich der Straße Hagendeel kurz vor dem nördlichen Ende der Straße, wo auch die Kollau entlangfließt. Von dort aus fließt sie Richtung Osten und unterquert den Alma-Ohlmann-Weg. Sie verläuft von an da bis zur nächsten Unterquerung parallel zum Alma-Ohlmann-Weg.
Kurz vor der Unterquerung des Wehmerwegs fließt die Geelebek, ihr einziger Zufluss, in die Alte Kollau. Der Zufluss ist nicht sichtbar. 
Die Alte Kollau unterquert schließlich die Niendorfer Straße und mündet dann nach der Unterquerung der Güterumgehungsbahn in die Kollau.

## Überflutungsschutz
Zwischen dem Bereich bei Hagendeel 60 und der Alten Kollau existiert seitlich an der Alten Kollau eine Überflutungsfläche (Hochwasser-Retentionsraum) mit einem Aufnahmevermögen von ca. 900 m³. Außerdem ist eine Sohlabdichtung und ein Damm zur Alten Kollau hin vorhanden, „so dass im Überflutungsraum dauerhaft Wasser stehen kann. Dadurch wird zusammen mit geeigneter Bepflanzung auch der ökologische Zustand der Alten Kollau im Sinne der EG-Wasserrahmenrichtlinie verbessert“, wie es auf der Website von Hamburg zum Überflutungsschutz der Kollau heißt. Der Bau fand im  dritten Quartal 2018 statt.